# Skrubtudse
Skrubtudsen (Bufo bufo) er en tudse-art der findes i det meste af Europa (med undtagelse af Irland, Island og nogle øer i Middelhavet), i den vestlige del af Nord-Asien, og i en lille del af det nordvestlige Afrika. Skrubtudsen er almindelig i Danmark og findes i det meste af landet, dog mangler den på enkelte øer som Anholt, Bågø, Endelave, Femø, Læsø, Saltholm og Sejerø.
Skrubtudsen kendes på dens mere eller mindre ensfarvet brune hud og kobberfarvede øjne.
Skrubtudsen yngler oftest sidst i april måned. Dens æg er let genkendelige, da hunnen lægger dem i lange snore i søer og moser, mens hannen sidder på ryggen og gyder.
Skrubtudser overvintrer på land under bladdynger og lignende.
De kan godt lide snegle – og er dermed nyttedyr for haveejere.
Skrubtudsen er giftig, så hvis man skal spise den, bør man undgå huden og kun tage indvoldene. Ligeledes er det med dens haletudser, som fisk kan dø af.
Skrubtudsen er fredet ligesom alle andre danske padder.
- Lille skrubtudse på en sti i Tangeskoven øst for Ribe
- Skrubtudse i et hul bag en sten, Søborg